# Ronald Mallett
Ronald L. Mallett, Ph.D. es un profesor de física estadounidense en la Universidad de Connecticut.

## Biografía
Mallett nació en Roaring Spring, Pensilvania, el 3 de marzo de 1945. Cuando tenía 10 años de edad su padre murió, a los 33 años, de un ataque al corazón. Inspirado por una versión del libro de cómics Classic Ilustrated de Herbert George Wells: La Máquina del Tiempo, Mallett decidió viajar en el tiempo para salvar a su padre, lo que se convirtió en el sueño de su vida. En 1973 recibió un Ph.D. De la Universidad Estatal de Pensilvania. Ese mismo año recibió el Premio a la Excelencia en la Enseñanza. En 1975 solicitó un trabajo en la Universidad de Connecticut como profesor, donde continúa trabajando hasta el día de hoy. Sus estudios e investigaciones incluyen relatividad general, gravedad cuántica y viajes por el tiempo.
En 1980 fue promocionado a profesor asociado donde es profesor desde 1987. Ha recibido dos premios y muchas otras distinciones.
En 2007 la historia de su vida buscando una máquina del tiempo fue contada en el episodio #324 de This American Life.
Es miembro de la Sociedad Americana de Física y la Sociedad Nacional de Físicos Negros.

## El Proyecto de la Máquina del tiempo
Durante algún tiempo, Ronald Mallet ha estado trabajando en los planos para una máquina del tiempo. Esta máquina usa un giroscopio láser de anillo y la teoría de la relatividad. Mallet argumentó que el anillo láser podría producir una cantidad limitada de arrastre de marco que podría ser medida experimentalmente, diciendo:
“En la teoría general de la relatividad de Einstein, materia y energía pueden crear un campo gravitacional. Mi actual investigación considera los campos gravitacionales fuertes y débiles producidos por una simple y continua circulación unidireccional de un haz de luz. En el campo gravitacional débil de un anillo láser unidireccional, se ha predicho que una partícula neutral giratoria, cuando es puesta en el anillo, es arrastrada por el campo gravitacional resultante.”
En un escrito posterior, argumentó que con energía suficiente, el láser circulante podría producir no sólo arrastre de marco sino curvas cerradas de tipo tiempo permitiendo viajar en el tiempo al pasado:
“Para el campo gravitacional fuerte de un cilindro de luz circulante, he encontrado nuevas soluciones exactas a las ecuaciones de campo de Einstein para campos gravitacionales interiores y exteriores del cilindro de luz. El campo gravitacional exterior muestra tener líneas cerradas de tiempo.”
“La presencia de líneas de tiempo cerradas indica la posibilidad de viajar por el tiempo al pasado. Esto crea el fundamento de una máquina del tiempo basada en un cilindro de luz circulante.
Los progresos para apoyar su programa, ahora conocido como proyecto STL por sus iniciales en inglés (The Space-time Twisting by Light) está progresando. Detalles completos del proyecto, teorías de Mallet, una lista de lecturas y enlaces a artículos populares sobre su trabajo pueden ser encontradas, en inglés, en la página del profesor.
También escribió un libro titulado “Viajero del Tiempo: Una misión personal de un científico para hacer del viaje en el tiempo una realidad”, coescrita con el autor de los best-sellers del New York Times Bruce Henderson, que fue publicado el 28 de octubre de 2006. 

### Objeciones
En una carta reciente de Ken Olum y Allen Everett los autores afirmaron haber encontrado problemas con los análisis de Mallet.  Una de sus objeciones es que el espacio-tiempo que Mallet usó en sus análisis contiene una singularidad espaciotemporal incluso cuando el láser se encuentra apagado, y no es el espacio-tiempo que podría esperarse que creciera naturalmente si el láser circulante se encendiera en el espacio vacío.  Mallet no ha ofrecido una respuesta pública a Olum y Everett, pero en su libro “Viajero del Tiempo” menciona que fue incapaz de modelar directamente la fibra óptica o el cristal fotónico  que dobla el recorrido de la luz como si viajara a través de este, así la luz circula alrededor en vez de moverse en línea recta.  Como substituto escogió incluir una “línea fuente” (un tipo de singularidad unidimensional) que podría actuar como un “control geométrico”, doblando el espacio-tiempo de una manera que la luz podría circular alrededor de un lugar en el vacío con forma de hélice. Él notó que las curvas cerradas de tiempo están presentes en un espacio-tiempo que contiene la línea fuente y la luz circulante, mientras que no están presentes en un espacio-tiempo que contiene sólo la línea fuente, así que “las curvas cerradas en el tiempo han sido producidos por el flujo circulante de luz, y no por la inmovilidad de la línea fuente."
Sin embargo, no provee algún argumento adicional como por qué deberíamos esperar a ver curvas cerradas en el tiempo en un espacio-tiempo diferente en donde no hay línea fuente, y donde la luz es causada por la circulación debido al paso a través de una sustancia física como un cristal fotónico más que la circulación en el vacío debido al espacio-tiempo curvado alrededor de la línea fuente.
Otra objeción de Olum y Everett es que incluso si la elección de Mallet del espacio-tiempo fuera correcta, la energía requerida para girar el espacio-tiempo suficientemente podría ser mucha, y que con los láser que se usan hoy en día el anillo podría ser mucho más largo que el universo observable.  En este punto Maller estuvo de acuerdo con que en el vacío los requerimientos de energía podrían ser poco prácticos, pero notó que la energía requerida desciende a medida que la velocidad de la luz baja, así que arguyó que si la luz es desacelerada significativamente al pasarla a través de un medio de transmisión (como en los experimentos de Lene Hau donde la luz fue pasada a través de un superfluido y ralentizada hasta cerca de 17 metros por segundo) la energía necesitada podría ser obtenida. Sin embargo, el físico John Richard Gott argumentó que la desaceleración de la luz pasándola a través de un medio de transmisión no puede ser tomada como equivalente al descenso de la constante “c” (la velocidad de la luz en el vacío) en la ecuación de la relatividad general, diciendo:

"Uno tiene que distinguir entre la velocidad de la luz en el espacio vacío, que es constante, y a través de un medio de transmisión, que puede ser menor.  La luz viaja más lentamente a través del agua que del espacio vacío pero esto no significa que tu envejezcas más lentamente mientras buceas o que sea más fácil girar el espacio-tiempo bajo el agua.

Los experimentos se encuentran lejos de bajar la velocidad de la luz en el espacio vacío; simplemente bajan la velocidad de la luz en un medio y no deberían hacer más fácil girar el espacio-tiempo.  De ser así, no debería tomar mucha energía formar un agujero negro o una máquina del tiempo con un tamaño dado en un medio".
John Richard Gott

Posteriormente, Mallett abandonó la idea de usar luz ralentizada para reducir la energía, escribiendo: “durante algún tiempo consideré la posibilidad de que desacelerando la luz podría incrementar el efecto gravitacional de arrastre de marco del anillo de láser… La luz lenta, sin embargo, no resultó ser de ayuda para mi investigación.”
Finalmente, Olum y Everett notaron un teorema probado por Stephen Hawking en una carta de 1992 en la conjetura de protección de la cronología, que demostró que de acuerdo a la relatividad general debería ser imposible crear curvas cerradas de tiempo en una región finita que satisfaga la condición de energía, significando que la región no contiene material exótico con energía negativa.  La solución original de Mallet incluía un espacio-tiempo que contenía línea de largo infinito, así esto no violaba este teorema sobre la ausencia de material exótico, pero Olum y Everett apuntaron que el teorema “podría, sin embargo, regir la creación de CTC`s en cualquier aproximación de tamaño finito a este espacio-tiempo”.